# Matthias Reim

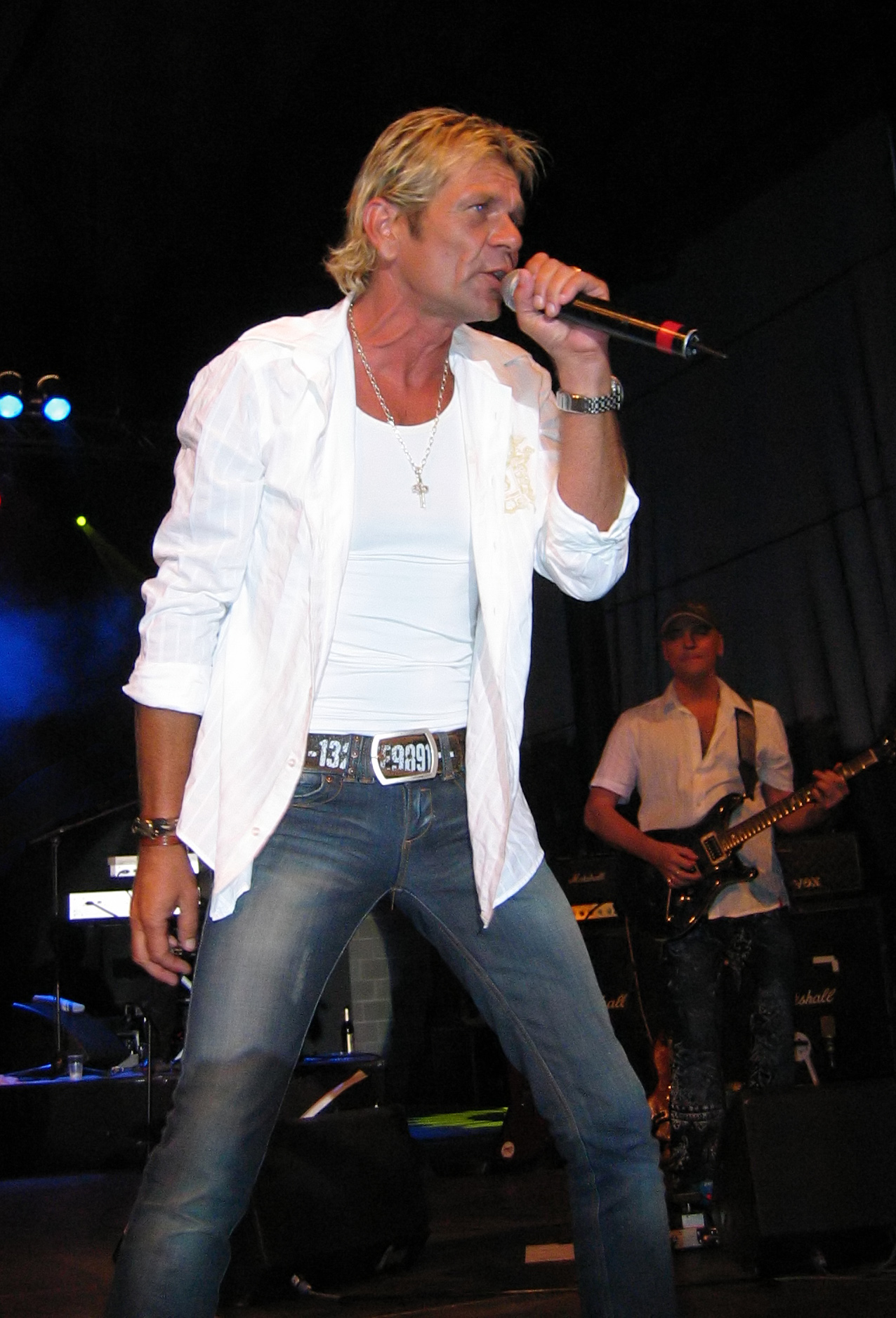
Reim in 2007

Matthias Reim (Korbach, 26 november 1957) is een Duitse zanger en gitarist.

## Biografie
Matthias Reim is vooral bekend van de grote hit Verdammt, ich lieb' Dich uit 1990, een nummer voor zijn geliefde Margaux waarmee hij in verschillende landen (waaronder Duitsland, België en Nederland) een nummer 1-hit had. Hij schreef het nummer Verdammt, ich lieb' Dich zelf. Omdat niemand het lied wilde zingen, besloot hij zelf maar het lied in te zingen en uit te brengen. Van de single werden wereldwijd meer dan 2,5 miljoen exemplaren verkocht. Zijn volgende single Ich hab geträumt von Dir, werd nog een kleine hit in Nederland en België. In Duitsland bleef hij onverminderd populair. Het eerste album dat van Reim werd uitgebracht in Nederland was Reim, met daarop tien nummers waaronder zijn grootste hit. Hierna werd in Nederland ook nog Reim II uitgebracht, maar dit heeft geen hoge ogen gegooid.

## Discografie

### Albums[1]
| Album met eventuele hitnotering(en) in de Nederlandse Album Top 100 | Datum van verschijnen | Datum van binnenkomst | Hoogste positie | Aantal weken | Opmerkingen |
| ------------------------------------------------------------------- | --------------------- | --------------------- | --------------- | ------------ | ----------- |
| Reim                                                                | 1990                  | 06-10-1990            | 19              | 18           |             |

- 1990: Reim
- 1991: Reim 2
- 1993: Sabotage
- 1994: Zauberland
- 1995  Wonderland ( =Zauberland in Canada)
- 1995: Alles Klar[2]
- 1997: Reim 3
- 1998: Sensationell
- 1999: 10 Jahre intensiv
- 2000: Wolkenreiter
- 2002: Morgenrot
- 2003: Reim
- 2004: Déjà Vu
- 2005: Unverwundbar
- 2006: Die Fan-Edition
- 2007: Männer sind Krieger
- 2010: Sieben Leben
- 2013: Unendlich
- 2014: Die Leichtigkeit des Seins
- 2016: Phoenix
- 2018: Meteor
- 2020: MR20

### Singles
| Single met eventuele hitnotering(en) in de Nederlandse Top 40 | Datum van verschijnen | Datum van binnenkomst | Hoogste positie | Aantal weken | Opmerkingen                 |
| ------------------------------------------------------------- | --------------------- | --------------------- | --------------- | ------------ | --------------------------- |
| Verdammt, ich lieb' Dich                                      | 1990                  | 08-09-1990            | 1(4wk)          | 13           | #1 Nationale Top 100        |
| Ich hab geträumt von Dir                                      | 1990                  | 01-12-1990            | 14              | 6            | #13 in de Nationale Top 100 |

### NPO Radio 2 Top 2000
| Nummer met noteringen in de NPO Radio 2 Top 2000 | '99  | '00  | '01  | '02  | '03 | '04  | '05  | '06  | '07  | '08  | '09  | '10  | '11  | '12  | '13  | '14  | '15  | '16  | '17  | '18  | '19  | '20  | '21  | '22  | '23  | '24  |
| ------------------------------------------------ | ---- | ---- | ---- | ---- | --- | ---- | ---- | ---- | ---- | ---- | ---- | ---- | ---- | ---- | ---- | ---- | ---- | ---- | ---- | ---- | ---- | ---- | ---- | ---- | ---- | ---- |
| Verdammt ich lieb' Dich                          | 1176 | 1477 | 1278 | 1156 | 888 | 1320 | 1330 | 1143 | 1720 | 1279 | 1301 | 1271 | 1383 | 1222 | 1282 | 1359 | 1282 | 1483 | 1425 | 1279 | 1264 | 1119 | 1168 | 1291 | 1250 | 1299 |

1. ↑  Een vetgedrukt getal geeft de hoogste notering aan.